# Неданово
Неданово — деревня в городском округе Шаховская Московской области.

## Население
| 1859 | 1926 | 2002 | 2006 | 2010 |
| ---- | ---- | ---- | ---- | ---- |
| 173  | ↘83  | ↘4   | ↗9   | ↘7   |

## География
Деревня расположена в юго-восточной части округа, примерно в 14 км к юго-востоку от райцентра Шаховская, на правом берегу реки Рузы, высота центра над уровнем моря 209 м. Ближайшие населённые пункты на противоположном берегу реки — Козлово на востоке и Татаринки на севере.
От деревни ходит автобус до посёлка Шаховская.

## Исторические сведения
Впервые в письменных источниках упоминается в 1703 году как сельцо Неданово Хованского стана, принадлежавшее роду Строгановых. В 1740 году сельцо переходит по наследству к Сергею Григорьевичу Строганову.
В 1769 году Неданово — сельцо Хованского стана Волоколамского уезда Московской губернии, владение графа Александра Сергеевича Строганова. К сельцу относится пахотная земля (525 десятин, 353 сажени), перелог и мелкая лесная поросль (15 десятин, 980 саженей), лес (368 десятин, 545 саженей), сенной покос (198 десятин, 80 саженей), усадьба (15 десятин, 300 саженей), дорога (6 десятин, 900 саженей), речка и болото (42 десятины и 50 саженей), всего — 1170 десятин, 880 саженей. В сельце 30 дворов и 120 крестьянских душ.
В середине XIX века сельцо относилось к 1-му стану Волоколамского уезда и принадлежало княгине Аделаиде Павловне Голицыной. В сельце было 28 дворов, крестьян 90 душ мужского пола и 103 души женского.
В «Списке населённых мест» 1862 года Неданово — владельческое сельцо 1-го стана Волоколамского уезда Московской губернии по правую сторону Московского тракта, шедшего от границы Зубцовского уезда на город Волоколамск, в 20 верстах от уездного города, при реке Рузе, с 20 дворами и 173 жителями (80 мужчин, 93 женщины).
В 1890 году сельцо входило в состав Бухоловской волости, число душ мужского пола составляло 71 человек. Имеются данные об усадьбе князя Павла Павловича Голицына.
В 1913 году в деревне 21 двор и усадьба князя П. П. Голицына с водяной мельницей.
По материалам Всесоюзной переписи населения 1926 года — деревня Козловского сельсовета, проживало 83 человека (32 мужчины, 51 женщина), насчитывалось 21 хозяйство (из них 20 крестьянских).
С 1929 года — населённый пункт в составе Шаховского района Московской области.
1994—2006 гг. — деревня Серединского сельского округа Шаховского района.
2006—2015 гг. — деревня сельского поселения Серединское Шаховского района.
2015 г. — н. в. — деревня городского округа Шаховская Московской области.